# Mesosauridae
Los mesosáuridos (Mesosauridae) (gr.: «lagartos intermedios») son una familia extinta de saurópsidos (reptiles) que vivieron en el período Pérmico, hace aproximadamente 320 y 280 millones de años. Los mesosáuridos fueron los primeros reptiles acuáticos, habiendo aparentemente regresado a un estilo de vida acuático a partir de ancestros terrestres. Sin embargo, como fue la transición a los mesosáuridos acuáticos permanece incierto; la investigación no ha podido establecer si de hecho los primeros amniotas eran completamente terrestres o anfibios.

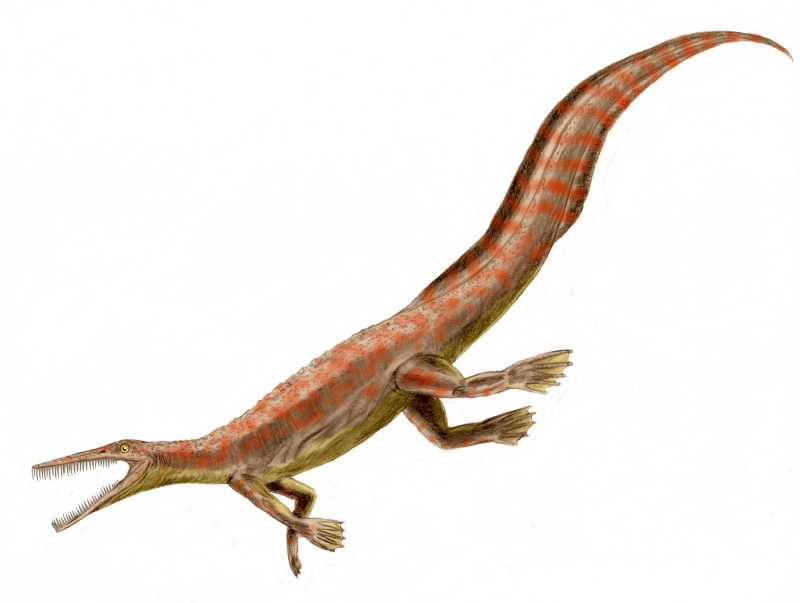
Mesosaurus

Muchos autores han considerado a los mesosáuridos como acuáticos, aunque otros los consideran más bien anfibios, como se infiere de sus adaptaciones moderadas al medio acuático. Se cree que eran formas costeras que probablemente habitaban aguas relativamente someras, pero un hallazgo realizado en Uruguay sugiere que algunos habitaban ambientes hipersalinos, en vez de ambientes marinos costeros. Embriones descritos de mesosáuridos muestran que la paquiostosis de las costillas (es decir, tener huesos más densos y gruesos que los de los tetrápodos terrestres) se desarrollaban incluso antes del nacimiento, lo que sugiere que los mesosáuridos eran capaces de nadar al nacer, o poco después. Su modo de reproducción no es claro, ya que la asociación entre restos de adultos y posibles embriones indicaría que eran vivíparos, como en muchos reptiles marinos, pero también se ha hallado un posible huevo aislado. De igual manera, se desconocen sus afinidades filogenéticas; pueden haber sido los saurópsidos más basales, o estar entre los pararreptiles más primitivos.